# Rafael Muñoz
Rafael Muñoz (Córdova, 3 de março de 1988) é um nadador espanhol, especialista no estilo mariposa e actual recordista mundial na prova dos 50 metros mariposa, além de ser o recordista europeu na prova dos 100 metros mariposa, e medalhista de bronze no Campeonato Mundial de Esportes Aquáticos de 2009 na mesma prova.